# Belize az 1996. évi nyári olimpiai játékokon
Belize az egyesült államokbeli Atlantában megrendezett 1996. évi nyári olimpiai játékok egyik részt vevő nemzete volt. Az országot az olimpián 2 sportágban 5 sportoló képviselte, akik érmet nem szereztek.

## Atlétika
Férfi
| Versenyző     | Versenyszám | Eredmény | Helyezés |
| ------------- | ----------- | -------- | -------- |
| Eugène Muslar | Maraton     | 2:51:41  | 109.     |

| Versenyző      | Versenyszám | Selejtező | Selejtező | Döntő    | Döntő    |
| Versenyző      | Versenyszám | Eredmény  | Helyezés  | Eredmény | Helyezés |
| -------------- | ----------- | --------- | --------- | -------- | -------- |
| Kawan Lovelace | Hármasugrás | 15,40 m   | 40.       | kiesett  | kiesett  |

Női
| Sharette García | 800 m | 2:13,52 | 7. | 32. | kiesett | kiesett | kiesett | kiesett | kiesett | kiesett | kiesett | kiesett |

| Versenyző       | Versenyszám | Selejtező | Selejtező | Döntő    | Döntő    |
| Versenyző       | Versenyszám | Eredmény  | Helyezés  | Eredmény | Helyezés |
| --------------- | ----------- | --------- | --------- | -------- | -------- |
| Althea Gilharry | Hármasugrás | 12,78 m   | 26.       | kiesett  | kiesett  |

## Kerékpározás

### Országúti kerékpározás
Női
| Versenyző     | Versenyszám   | Idő           | Helyezés      |
| ------------- | ------------- | ------------- | ------------- |
| Camille Solis | Mezőnyverseny | nem ért célba | nem ért célba |